# Pokhara

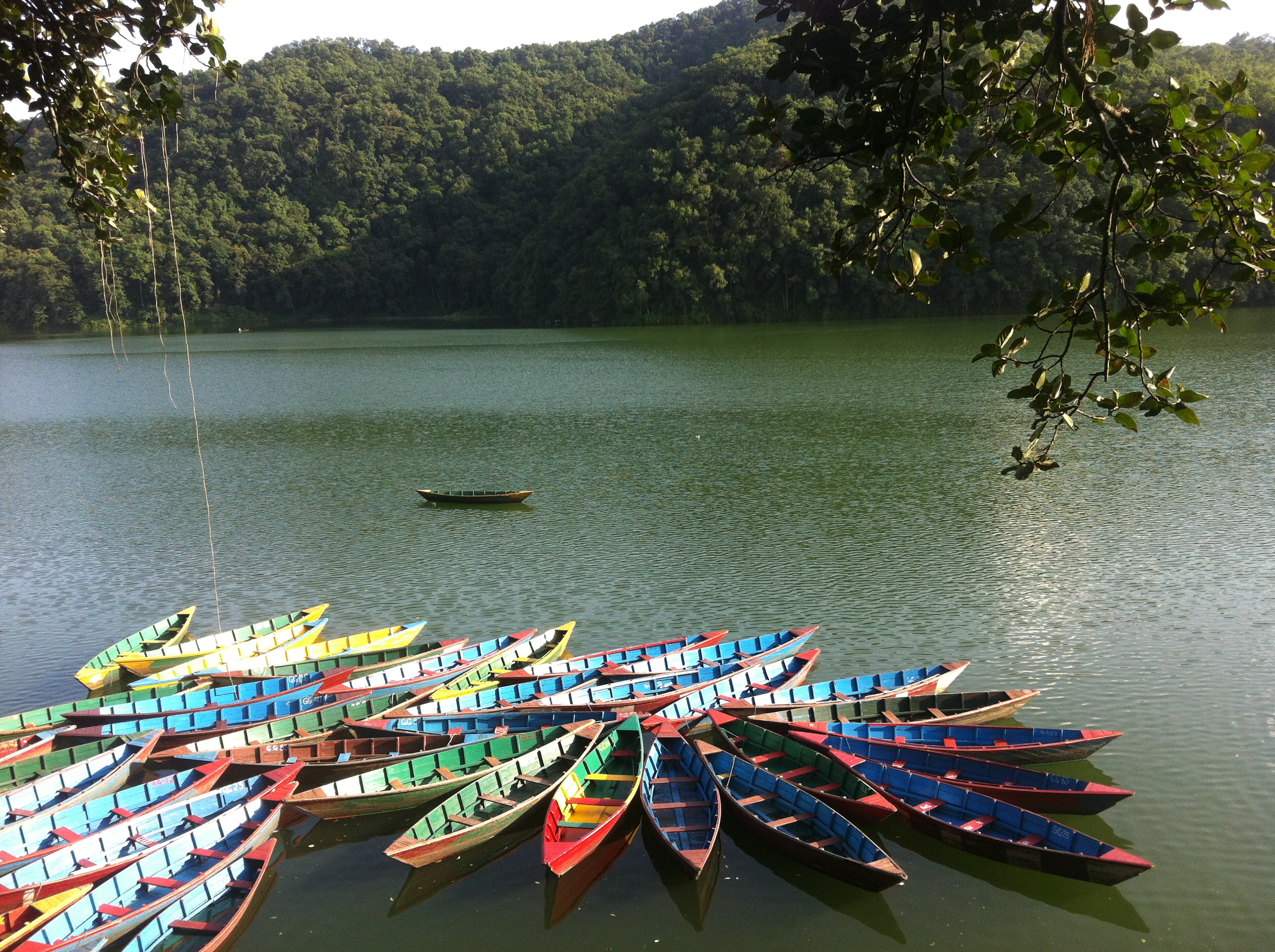
Hồ Phewa ở Pokhara

Pokhara (tiếng Nepal: पोखरा) là một thành phố trung ương của Nepal. Đây là thành phố đông dân thứ nhì của Nepal sau thủ đô Kathmandu từ khi Pokhara cũ và Lekhnath được gộp lại tạo nên thành phố trung ương Pokhara tháng 5 năm 2017. Đây là tỉnh lỵ tỉnh Gandaki Pradesh và trung tâm của huyện Kaski. Pokhara cách thủ đô Kathmandu 200 kilômét (120 dặm) về phía tây. Độ cao thành phố biến thiên từ 827 mét (2.713 foot) ở mạn nam đến 1.740 mét (5.710 foot) ở mạn bắc. Dãy Annapurna, với 3 trong số 10 núi cao nhất - Dhaulagiri, Annapurna I và Manaslu - nằm cách thành phố chỉ 15–35 mi (24–56 km).
Pokhara được coi là thủ phủ du lịch Nepal, là nơi dừng chân cho những người đi tuyến Annapurna Circuit qua khu bảo tồn Annapurna lên dãy Annapurna. Đây cũng là nơi có một số lớn lính Gurkha tinh nhuệ.

## Khí hậu
| Dữ liệu khí hậu của Pokhara (1981–2010)              | Dữ liệu khí hậu của Pokhara (1981–2010) | Dữ liệu khí hậu của Pokhara (1981–2010) | Dữ liệu khí hậu của Pokhara (1981–2010) | Dữ liệu khí hậu của Pokhara (1981–2010) | Dữ liệu khí hậu của Pokhara (1981–2010) | Dữ liệu khí hậu của Pokhara (1981–2010) | Dữ liệu khí hậu của Pokhara (1981–2010) | Dữ liệu khí hậu của Pokhara (1981–2010) | Dữ liệu khí hậu của Pokhara (1981–2010) | Dữ liệu khí hậu của Pokhara (1981–2010) | Dữ liệu khí hậu của Pokhara (1981–2010) | Dữ liệu khí hậu của Pokhara (1981–2010) | Dữ liệu khí hậu của Pokhara (1981–2010) |
| Tháng                                                | 1                                       | 2                                       | 3                                       | 4                                       | 5                                       | 6                                       | 7                                       | 8                                       | 9                                       | 10                                      | 11                                      | 12                                      | Năm                                     |
| ---------------------------------------------------- | --------------------------------------- | --------------------------------------- | --------------------------------------- | --------------------------------------- | --------------------------------------- | --------------------------------------- | --------------------------------------- | --------------------------------------- | --------------------------------------- | --------------------------------------- | --------------------------------------- | --------------------------------------- | --------------------------------------- |
| Cao kỉ lục °C (°F)                                   | 22.0 (71.6)                             | 28.2 (82.8)                             | 33.1 (91.6)                             | 37.4 (99.3)                             | 38.5 (101.3)                            | 33.4 (92.1)                             | 32.4 (90.3)                             | 32.4 (90.3)                             | 31.0 (87.8)                             | 29.8 (85.6)                             | 27.0 (80.6)                             | 23.3 (73.9)                             | 38.5 (101.3)                            |
| Trung bình ngày tối đa °C (°F)                       | 19.7 (67.5)                             | 22.2 (72.0)                             | 26.7 (80.1)                             | 29.8 (85.6)                             | 30.1 (86.2)                             | 30.6 (87.1)                             | 30.0 (86.0)                             | 30.2 (86.4)                             | 29.3 (84.7)                             | 27.5 (81.5)                             | 24.1 (75.4)                             | 20.7 (69.3)                             | 26.7 (80.1)                             |
| Trung bình ngày °C (°F)                              | 13.4 (56.1)                             | 15.7 (60.3)                             | 19.8 (67.6)                             | 22.8 (73.0)                             | 24.3 (75.7)                             | 25.8 (78.4)                             | 26.0 (78.8)                             | 26.1 (79.0)                             | 25.1 (77.2)                             | 22.1 (71.8)                             | 18.0 (64.4)                             | 14.4 (57.9)                             | 21.1 (70.0)                             |
| Tối thiểu trung bình ngày °C (°F)                    | 7.1 (44.8)                              | 9.2 (48.6)                              | 12.8 (55.0)                             | 15.7 (60.3)                             | 18.4 (65.1)                             | 20.9 (69.6)                             | 22.0 (71.6)                             | 22.0 (71.6)                             | 20.8 (69.4)                             | 16.7 (62.1)                             | 11.9 (53.4)                             | 8 (46)                                  | 15.5 (59.9)                             |
| Thấp kỉ lục °C (°F)                                  | 0.5 (32.9)                              | 3.0 (37.4)                              | 5.0 (41.0)                              | 6.0 (42.8)                              | 8.0 (46.4)                              | 12.0 (53.6)                             | 13.0 (55.4)                             | 13.8 (56.8)                             | 15.9 (60.6)                             | 10.4 (50.7)                             | 4.0 (39.2)                              | 3.9 (39.0)                              | 0.5 (32.9)                              |
| Lượng Giáng thủy trung bình mm (inches)              | 23 (0.9)                                | 35 (1.4)                                | 60 (2.4)                                | 128 (5.0)                               | 359 (14.1)                              | 669 (26.3)                              | 940 (37.0)                              | 866 (34.1)                              | 641 (25.2)                              | 140 (5.5)                               | 18 (0.7)                                | 22 (0.9)                                | 3.901 (153.6)                           |
| Nguồn: Sistema de Clasificación Bioclimática Mundial |                                         |                                         |                                         |                                         |                                         |                                         |                                         |                                         |                                         |                                         |                                         |                                         |                                         |